# Спалити након читања
Спалити након читања (енгл. Burn After Reading) је амерички играни филм из 2008. године. Филм су режирала браћа Итан и Џоел Коен а главне улоге тумаче Џорџ Клуни, Франсес Макдорманд, Џон Малкович, Бред Пит и Тилда Свинтон.

## Радња
Озборн Кокс (Џон Малкович), аналитичар при Цији, добија отказ због алкохолизма на самом почетку филма. У исто вријеме његова супруга Кејти (Тилда Свинтон), докторка, жели развод и вара га са Харијем Фарером (Џорџ Клуни), агентом обезбјеђења при Управи трезора САД који је такође у браку.
Када Кокс почне да снима своје мемоаре из рада у Цији, Кејтин правни савјетник јој савјетује да ископира те податке да би га могла уцјењивати у случају проблема у бракоразводној парници. Компакт-диск са подацима, међутим, случајно бива изгубљен у локалној теретани и пада у руке двају цивила — Чеда Фелдхајмера (Бред Пит) и Линде Лицке (Франсес Макдорманд). Неупознати са ситуацијом, али свјесни да су у питању осјетљиви подаци, Чед и Линда се надају да могу извући финансијску корист од пронађеног диска. Покушавају уцјењивати Кокса преко телефона и у директном сусрету, али је овај агресиван и не да им новац. Због тога, у бијесу, њих двоје се одлучују да продају диск у руској амбасади гдје, међутим, такође не бивају очекивано награђени.
Фарер средином филма открива гледаоцима своје психичке проблеме: сексуално је оптерећен и преко интернета се упознаје са женама које потом води у кревет. Тако се упознаје и са Линдом Лицке са којом током филма гради везу.
У међувремену Кејти је избацила незапосленог Озборна из стана а уселио се Фарер чија супруга је на пословном путу. Кејти одлази на посао а Фарер џогира и враћа се у стан Коксових да се истушира. Тамо у ормару затиче Чеда, који се ту затекао јер је покушавао да извуче још осјетљивих података које би потом продао, и случајно га убија пуцњем из пиштоља у чело. Очајан и усплахирен, Фарер постаје нервозан и ускоро раскида са Кејти да би одмах потом сазнао да га све вријеме прате приватни истражитељи које је упослила његова супруга у сврху развода. У наредној сцени сазнајемо да и она има свог љубавника.
Шеф Чеда и Линде у теретани, бивши свештеник православне цркве, који је потајно заљубљен у Линду, одлучује да јој помогне да нађе Чеда и извуче новац од Коксових података, те због ње одлази у стан у којем је и Чед убијен, са истим циљем - да украде тајне податке. Пијани Озборн, који је нешто прије развалио врата сјекиром и ушао на силу, га затиче крај рачунара и, након што га упуца из пиштоља и овај почне да бјежи, убија га ударцима сјекиром на сред улице. Агенти Ције који су мотрили зграду прискачу да помогну жртви и пуцају у Озборна. Шеф теретане умире од смртоносних рана а Озборн пада у кому од хитаца из пиштоља.
У епилогу, када Фарер сазна да је момак којег је убио у ормару заправо Чед, Линдин друг, у комбинацији са приватним истражитељима који су га пратили, постаје параноичан и у очају покушава бијег у Венецуелу. На граници га хватају агенти Ције али одлуче да му то ипак допусте, јер је безопасан, а Линда Лицке коначно добија свој новац као надокнаду за ћутање о свему што је сазнала током минулих догађаја.

## Улоге
| Глумац             | Улога           |
| ------------------ | --------------- |
| Џон Малкович       | Озборн Кокс     |
| Франсес Макдорманд | Линда Лицке     |
| Бред Пит           | Чед Фелдхајмер  |
| Џорџ Клуни         | Хари Фарер      |
| Тилда Свинтон      | Кејти Кокс      |
| Ричард Џенкинс     | Тед Трефон      |
| Елизабет Марвел    | Сенди Фарер     |
| Дејвид Раши        | агент ЦИА       |
| Џеј Кеј Симонс     | Директор ЦИА-е  |
| Девин Румер        | пратилац        |
| Олек Крупа         | аташе Кропоткин |

## Пријем публике
„Спалити након читања“ је, генерално, имао добар пријем. На основу гласова 147 критичара на сајту „Трули парадајзи“ је постигао резултат од 79% „свјежине“. Часопис „Тајмс“ му је дао 4 од 5 звјездица и упоредио га са филмовима „Подизање Аризоне“ и „Фарго“, истих аутора, уз коментар „дивљачки духовит укус за креативно насиље и благо ругајуће око за детаље.“ Ендру Палвер, критичар за часопис „Гардијан“, назвао је овај филм „чврсто упакованом, глатко заплетеном шпијунском комедијом која није могла бити у већој супротности са претходним филмом браће Коен, крвљу натопљеним и мрачним Нема земље за старце“.
Тод Макарти, из часописа „Варајети“, дао је врло негативну оцјену филму, уз коментар да филм „покушава да споји сексуалну фарсу са сатиром параноидног политичког трилера са иритирајућим и неуспјешним резултатима“.

## Зарада
Укупни буџет филма износио је 37 милиона америчких долара, а током прве недеље филм је зарадио 19,1 милиона долара у 2651 биоскопа на територији САД и Канаде. Укупна зарада на домаћој територији до 19. новембра 2008. је износила 59,9 милиона долара.